# Ibn ʿĀbidīn
Ibn ʿĀbidīn, mit vollem Namen Muhammad Amīn ibn ʿUmar Ibn ʿĀbidīn ad-Dimaschqī (arabisch محمد أمين بن عمر ابن عابدين الدمشقي, DMG Muḥammad Amīn b. ʿUmar Ibn ʿĀbidīn ad-Dimašqī; * 1783 in Damaskus; † 1836) war ein muslimischer Gelehrter der hanafitischen Rechtsschule. Ibn Abidin gilt als einer der führenden islamischen Juristen (Fuqaha) in der Periode der Osmanen in Syrien. Er lebte und arbeitete von Damaskus aus. Er gilt als Spezialist für das hanefitische Recht.
Ihm wurde für die syrische Provinz der Titel Amin al-Fatwa zugesprochen, was bedeutet, dass er eine der höchsten Instanzen im Bereich der Rechtsfragen wurde. Er verfasste über 50 Bücher, die sich mit dem islamischen Recht (fiqh) befassen. Sein bekanntestes ist das Radd al-Muḥtār ʿalā d-Durr al-Muḫtār. Es gilt bis heute als eine der bedeutendsten Referenzen für das hanafitische Recht. Als vergleichbare Referenzen gelten nur die von Muhammad Aurangzeb in Auftrag gegebene Fatawa-e-Alamgiri (“Fatawa al-Hindiyya”) und das „Ilau´s Sunnan“ von Ashraf Ali Thanwi. Ibn Abidin wurde im Alter von 12 Jahren Hafiz.

## Ansichten
In seinem Amt als Mufti betonte Abidin stets, dass es die Aufgabe des Mudschtahid ist, seine Urteilsfindung primär auf Koran und Sunna zu stützen.
Als legale Mittel zur Urteilsfindung betrachtete er: Koran, Sunna, Idschma, Qiyas und den Ra'y (Istihsan). Der Ra'y war laut Ibn Abidin in seinen Lebzeiten sowie danach kaum noch anwendbar und war in früheren Zeiten eher als „Notlösung“ konzipiert. Das Gewohnheitsrecht (urf) sei nur legitim, wenn es nicht der Scharia entgegenstehe.
Die „Tore des Idschtihād“ hielt Ibn Abidin nicht für grundsätzlich geschlossen, jedoch für „eng“. Grund für die „Schließung der Tore des Idschtihad“ (انسداد باب الاجتهاد, insidād bāb al-idschtihād) war die Tatsache, dass eigentlich jeder gewöhnliche Muslim prinzipiell eine Fatwa ausstellen kann, was in der Praxis zu ständiger Unsicherheit über Rechtsfragen führen kann, da es im sunnitischen Islam keinen fest abgegrenzten Klerus gibt, der das alleinige Recht zur Ausstellung einer Fatwa hat, sondern nur die relativ unklar abgegrenzte Gruppe der Rechtsgelehrten (Ulama).
Ähnlich äußerte er sich zum Vorwurf des Taqlid, das starre Befolgen einer Rechtsschule sei zwar nicht Pflicht (wadschib), aber auch nicht falsch. Als Tatsache stellte er dar, dass nur ein ʿAlim die Möglichkeit habe, eigenständig das islamische Recht zu verstehen und zu praktizieren, für Menschen ohne die notwendige Ausbildung sei es sicherer einer Rechtsschule zu folgen.
In seinem Werk al-Haschiyah (1/68) äußert sich Abidin zum Taqlid:
„Dies ist ebenfalls von den vier Imamen überliefert wurden durch Imam al-Scha'rani. Und es ist nicht versteckt/unklar, dass damit jene gemeint sind, die qualifiziert sind für die Analyse der Beweise, und die Wissen haben über das Eindeutige [muhkam] von den Aufgehobenen [mansukh]. Wenn also die Gelehrten/Leute einer Madhab einen Beweis analysieren und demnach handeln: dann ist es richtig, dies der Madhab zuzuschreiben, denn es wurde weiter verbreitet durch die Erlaubnis des Gründers der Madhab und es gibt keinen Zweifel darüber, dass wenn er von der Schwäche seines Beweises gewusst hätte, er sich davor zurück gehalten hätte und dem stärkeren Beweis gefolgt wäre.“
Seine Meinung, dass es die Aufgabe der Gelehrten ist und nicht die des normalen Volkes, das Islamische Recht auszulegen, betont er mehrmals.
Die menschlichen Handlungen teilte er in fünf Kategorien ein, die sogenannten الأحكام الخمسة / al-aḥkām al-ḫamsa / ‚fünf (juristischen) Grundsätze‘:
1. pflichtgemäße Handlungen: (فرض farḍ oder واجب wādschib) – diese Handlung wird belohnt, ihr Unterlassen bestraft. Unterschieden wird zwischen persönlichen Pflichten (فرض العين farḍ al-ʿayn), denen jeder Muslim nachkommen muss, und gemeinschaftlichen Pflichten (فرض الكفاية fard al-kifāya‚ Pflicht des Genügeleistens‘), bei denen es ausreicht, wenn eine ausreichende Anzahl der Muslime daran teilnimmt. In die erste Kategorie fällt z. B. das fünfmalige tägliche Gebet (صلاة, koranisch صلوة salat), in die zweite der Dschihad.
2. empfehlenswerte Handlungen: (مندوب mandūb oder مستحب mustahabb oder سنة sunna) – diese Handlung wird belohnt, ihr Unterlassen nicht bestraft.
3. erlaubte, indifferente Handlungen: (مباح mubāh oder halāl) – das Individuum selbst kann über die Unterlassung oder Ausführung einer Tat bestimmen. Das Gesetz sieht in diesem Fall weder Belohnung noch Bestrafung vor.
4. verwerfliche, missbilligte Handlung: (مكروه makrūh) – es sind Handlungen, die das Gesetz zwar nicht bestraft, deren Unterlassung jedoch gelobt wird.
5. verbotene Handlung: (حرام harām) – der Täter wird bestraft, der Unterlasser solcher Handlungen gelobt.[3]

(Siehe: Fard)
Dass das Gewohnheitsrecht auch in Verbindung mit der Scharia ein Todesurteil begründen kann, bejahte er, angewandt im Osmanischen Reich z. B. bei der Hinrichtung des Sufi-Gelehrten Scheich Bedreddin. Die Fatwa zur legitimen Tötung von Schiiten und Aleviten des Ibn-i Kemal, die er in der Regentschaft des Selim I. anfertigte, im Rahmen der Alevitenverfolgungen im Osmanischen Reich hielt er für rechtens, ebenso die Hinrichtung des Pir Sultan Abdal.
Das Beten mit und hinter einem anderen Rechtsschulanhänger hielt er für angebracht und erlaubt, im Radd al-Muhtar alaa al-Dur al-Mukhtar, 2:415f schrieb er dazu: „Die Seite auf die das Herz sich neigt ist Folgende, solange keine Unterlassung der Befolgung des Fard ersichtlich ist, ist kein Widerwille bezüglich der Befolgung einer anderen Rechtsschule. Denn die Prophetengefährten(Sahaba) und die Nachfolgenden (Tabi’un) haben hinter einem Imam gebetet, auch wenn dieser (bezüglich des Idschtihad) unterschiedliche Meinung hatte.“

## Pragmatismus
Ibn Abidin galt als Pragmatiker. Er gab an, dass sich die Gewohnheitsrechte mit der Zeit ändern und sich die Juristen diesen anpassen müssen. Solange kein Recht eindeutig gegen die Scharia verstoße, könne es nicht einfach als verboten oder getadelt eingestuft werden.
Juristen sollen seiner Meinung nicht streng und starr die Einhaltung von vorhandenem Gewohnheitsrecht beachten, sondern sollen ihre Aufmerksamkeit auch auf die Bedürfnisse der Menschen ihrer Zeit richten, so dass der „Nutzen“ auch stets den „Schaden“ überwiege. Das starre Festhalten an gewohnheitsbedingtem Rechtsschuldenken hielt er ebenfalls für unangebracht, so gab er an, dass sich Gewohnheitsrecht zu Zeiten von Abu Hanifa bereits in Teilen von dem des Abū Yūsuf und asch-Schaibānī unterschied.

## Kritik am Osmanischen Staat
Obwohl aus Angst vor Sanktionen viele Gelehrte zur Endzeit des Osmanischen Reiches sich mit Kritik bedeckt hielten, wurde diese teils geäußert.
In einer Fatwa, die ibn Abidin zu Steuern erstellt hatte, kritisierte er in einer Notiz am Schluss das aktuelle Steuersystem des Reiches:
Aber die meisten der außerordentlichen Steuern, die auf den Dörfern und Städten verhängt werden in diesen Tagen, sind nicht für die Erhaltung des Staates, sondern sind bloß Mittel zur Unterdrückung und Aggression, die meisten Ausgaben tätigen der Gouverneur und seine Untergebenen für ihre eigenen Gebäude,  Wohnsitze und die Residenzen ihrer Soldaten und bezahlen die Boten des Sultan[…]